# کارلو مولفتا
کارلو مولفتا (ایتالیایی: Carlo Molfetta؛ زادهٔ ۱۵ فوریه ۱۹۸۴) تکواندوکار اهل ایتالیا بود.
وی در مسابقات کشوری و بین‌المللی در مجموع برندهٔ ۳ مدال طلا، ۳ مدال نقره، ۳ مدال برنز شده‌است.